# Katie Paterson

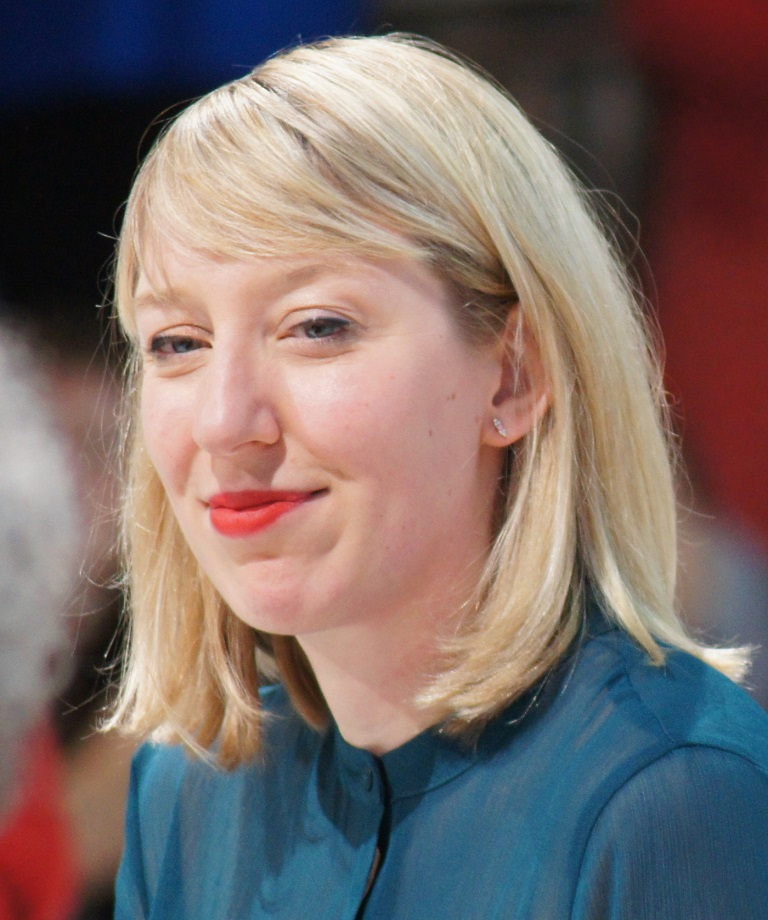
Katie Paterson (2019)

Katie Paterson, född 1981, är en brittisk konstnär.
Katie Paterson växte upp i Glasgow i Skottland. Han har utbildat sig på Edinburgh College of Art med en kandidatexamen 2004 och Slade School of Fine Art i London med en magisterexamen 2007.
Hon bor i Berlin med sin partner, den brittiske konstnären Martin John Callanan.

## Konstnärliga verk
Paterson har skapat flera konstverk på olika astronomiska-filosofiska temata, till exempel en karta över 27.000 döda stjärnor med dödsannonser över dessa., och det "kosmo-komiska" projektet History of Darkness, som består av en serie konstnärliga fotografiska verk av universums mörka, till synes tomma områden, där de har försetts med en kommentar och deras avstånd från jorden  i antal ljusår.   Paterson har haft separatutställningar vid Modern Art Oxford, Kettle´s Yard i Cambridge, Mead Gallery, Warwick Arts Centre, Selfridges i London BAWAG Contemporary i Wien, Haunch of Venison i London och PKM i Seoul.
År 2014 var Paterson involverad i att sända ett konstverk till den internationella rymdstationen (ISS), via ESA:s automatiska lastrymdfarkost ATV-005 Georges Lemaitre.

## Konstverk i urval
- Hollow
- Ara
- Totality
- Future Library
- Candle (from Earth into a Black Hole)
- Ideas
- Timepieces (Solar System)
- Second Moon
- Fossil Necklace
- All the Dead Stars
- Campo del Cielo, Field of the Sky
- Earth–Moon–Earth (Moonlight Sonata Reflected from the Surface of the Moon)
- As the World Turns
- The Dying Star Letters
- Inside this desert lies the tiniest grain of sand
- Light bulb to Simulate Moonlight
- 100 Billion Suns
- History of Darkness
- Streetlight Storm
- Earth–Moon–Earth (4'33'')
- Vatnajökull (the sound of)
- Every Night About This Time
- Ancient Darkness TV
- Langjökull, Snæfellsjökull, Solheimajökull

## Framtidsbibliotektet
Paterson lanserade år 2014 "Future Library Project", på norska "Framtidsbiblioteket", ett konstverk som ska skapas under en period av hundra år i Nordmarka utanför Oslo och i nya Deichmanske bibliotek.[1][19][20][21][22][23][24][25][26][27][28][29][30][31][32][33]. Syftet är att deponera en ny originalhistoria av en populär författare för varje år fram till 2114, då de sedan kommer att visas för allmänheten. Ett tusen träd har planterats i Nordmarka för att producera papper för att trycka en antologi över dessa hundra berättelser. De första tre författarna är Margaret Atwood, David Mitchell och Sjón.

## Utmärkelser
- Composer-in-residence hos forskargruppen i Astrofysik på institutionen för fysik och astronomi vid University College London (UCL)[21]
- Det brittiska priset South Bank Sky Arts Award (2014)[22][23]
- Leverhulme Fellow, University College London [24]
- Honorary Fellow vid University of Edinburgh (2013)
- Spirit of Scotland Award (2014) [25]